# Castell i muralles d'Alpont
El castell i muralles d'Alpont és un bé d'interés cultural que es trova a aquest municipi de la Serrania. Figura a l'Índex General del Patrimoni Cultural Valencià amb la referència 46.036-9999-000001.
L'element protegit comprèn dos béns ben diferenciats, el castell i les muralles. El castell es remunta al segle VIII, després de la conquesta islàmica. El seu origen és un nucli poblacional establert al cim del turó a partir d'una guarnició militar. Cap a finals del segle X, en expandir-se la població cap a la base del turó, es va fer necessària la muralla per defensar aquest nucli ampliat.
La vila d'Alpont ocupa dos vessants enfrontats i l'estret espai que, en forma d'altiplà, els uneix. El vessant occidental correspon al turó de San Cristóbal, que arriba als 1059 msnm. Sobre aquest turó s'han trobat les restes de dues torres de guaita. El vessant oriental correspon al penyal on s'alça el castell, a 1019 msnm. Per l'est el castell quedava protegit pel profund precipici pel qual discorre el barranc del Reguero, mentre que com a protecció addicional a l'oest, l'altiplà estava dividit per les muralles urbanes.

## Castell
El castell va ser el nucli original d'Alpuente. En 1707, durant la guerra de Successió, va ser demolit, segons unes versions per evitar el seu possible ús per l'enemic, en tractar-se d'una plaça forta desguarnida; segons altres com a represàlia del bàndol vencedor borbònic pel suport de la plaça als austriacistes. Així, el que al segle XXI s'alça dominant la població són les restes del que va ser un important castell, del qual es conserven diverses torres, portes i restes de la desapareguda muralla, situat sobre un penyal envoltat de precipicis profunds, com el del vessant oposat al poble, que es desploma verticalment sobre el barranc del Reguero, amb un desnivell de 105 metres.
Al castell s'hi accedeix per una rampa que sembla que va tenir originalment més de 3 metres d'amplada i ben pavimentat, cosa que permetria el pas de cavalleries i, potser, carros petits. Almenys en els moments finals va tenir un alt parapet que la va transformar en un camí cobert. Així s'accedeix a les restes de la porta de la barbacana, que se cita a la documentació medieval i, darrere d'ella, l'antiga torre albarrana d'època califal on es poden apreciar algunes reformes medievals i les destrosses que li va ocasionar una mina durant les Guerres Carlines.
El camí fa una ziga-zaga per arribar a la plataforma superior de la barbacana. Al nord d'aquesta s'obre la fossa i el que queda de la porta medieval, encara en funcionament al segle XIX. Queden restes de contruccions d'època califal que indiquen que hi va haver un sistema defensiu que tancava el pas. S'accedeix a una zona que per l'esquerra segueix per la part inferior del castell. Aquesta zona es caracteritza per una successió d'estructures subterrànies recolzades contra la muralla musulmana, que va ser realçada amb una nova construcció baix medieval. Entre elles i la paret rocosa, hi ha restes d'estructures construïdes en superfície. En una nova zona oberta a la part nord es conserven unes grans cisternes d'època baixmedieval i on hi va haver habitatges als s. XII-XIII, almenys al costat oest, ja que l'est és un gran aflorament rocós. Tota la part superior està construïda sobre estructures subterrànies que, almenys al costat nord, són aljubs voltats amb respiradors i pous d'accés, arrebossats amb magatzem. Quan van deixar de ser usats com a tals, es van obrir portes i els murs de compartimentació es van reemplaçar per altres de maçoneria. Per sobre d'aquestes construccions hi havia les habitacions, una de les quals ha pogut ser documentada en excavacions. Aquestes tenien paviments de morter de calç i parets de diversos materials (maçoneria, carreu de tipus califal) revestides amb bons acabats d'arrebossat de calç. Durant les Guerres Carlines sobre les restes d'aquestes construccions es van aixecar quatre emplaçaments d'artilleria, formats per amples parapets amb murs de contenció verticals a l'interior i talussos de terra o maçoneria a l'exterior.
Fora del recinte de la fortificació, a la base de la roca on s'assenta el castell, apareixen sis piletes, amb forma semiesfèrica, excavades a la roca i buixardades que potser es van utilitzar per fabricar municions.

## Muralles
De la muralla que a l'època musulmana tancava el perímetre de la  Vila d'Alpont, es conserven nombroses restes que permeten reconèixer el seu emplaçament i trajectòria, si bé la major part d'ells es troben en un estat d'important deteriorament i ruïna.
La muralla s'estenia al vessant oest de la població, al llarg d'aproximadament 600 metres partint de l'anomenat Portillo, pel sud i arribant en rampa descendent fins a abocar-se al barranc del Reguero, pel nord, i, a partir d'aquí, la mateixa vessant natural del turó sobre el qual s'alça el Castell, de gran desnivell i verticalitat, completa el tancament del recinte emmurallat per l'est.
La muralla, que va arribar a dividir el poble en dues meitats, comptava amb catorze torres de sis a vuit metres d'amplada, de les quals en queden restes, encara que, majoritàriament, en un estat lamentable de deteriorament. Fa poques dècades, les restes de dues de la torres van ser destruïdes per eixamplar dos carrers.
La torre més ben conservada, la Torre de l'Aljama, va servir de casa de la vila. Constituïa la porta d'entrada principal al recinte emmurallat i serviria per a defensa i refugi dels habitants d'extramurs en cas de perill, encara que l'edifici conservat s'ha de datar en època medieval cristiana. És de planta rectangular, de 16 metres d'alçada, coronada de merlets amb un arc de mig punt, construït de carreus. Al pis alt es reunia la Llotja de contractació i l'Ajuntament. Al segle XVI se li va adossar un saló consistorial. Als baixos hi ha el saló on es creu que es van celebrar les Corts del Regne de València de 1319, pel rei Jaume II, i de 1383 per Pere IV.
La Torre de l'Aljama divideix la muralla en dues seccions, una al sud i una altra al nord.
En direcció sud, hi ha restes de la muralla i d'una de les torres adossada a la mateixa. Presenten diferents estrats constructius en aquest tram de muralla. La base és de maçoneria ordinària, que s'ha deteriorat i s'han desprès part dels seus paredats i la quasi totalitat del revestiment. A partir aproximadament de 3 metres d'alçada, la construcció és en tàpia, i encara en queden restes del revestiment, encara que s'ha desprès majoritàriament. De la torre que es troba adossada a aquest tram de muralla en queda força mostra i l'estat de conservació de la seva base és relativament acceptable, però la seva part superior està totalment destruïda. A inicis del segle XXI se li van fer tasques de conservació. Finalment, la muralla continua cap al sud fins a arribar a una darrera torre similar, a partir de la qual és el mateix tallat de la muntanya el que tanca l'accés. Els murs de la darrera torre foren incorporats a la construcció d'habitatges privats.
Una mica més endavant, es torna a veure la muralla. És el tram de llenç conservat de major longitud, encara que la seva altura és variable, per la qual cosa la seva part superior en alguns trams serveix de parapet al camí de baixada que l'acompanya, mentre que en altres la seva altura és inferior al nivell del camí, i s'ha reconstruït per crear un ampit al camí, amb mur de maçoneria de menor alçada i gruix, que es distingeix fàcilment de la muralla. També es conserva una espitllera allotjada a la muralla. Per l'extradós de la muralla es conserven algunes de les torres adossades a la mateixa, encara que el seu estat de conservació és força dolent i la vegetació en dificulta l'observació i en facilita el deteriorament. Al final d'aquest extens tram de muralla, les restes també s'han incorporat com a base per a una construcció posterior.
A partir de l'extrem nord i seguint els pendents del terreny, es produeix un canvi a la direcció de la muralla, que gira cap a l'est. Hi ha restes de la muralla i de diverses torres, però tot molt deteriorat i en mal estat de conservació, amb elements en risc d'enfonsament. La vegetació en aquests trams és molt abundant, impedeix la visió de la muralla i les torres, i contribueix a deteriorar-les. Es tracta de llenços de muralla generalment de maçoneria i fins i tot, en alguns trams on els paredats han caigut, s'observa la construcció en tàpia al seu interior. Les torres que es conserven presenten un estat ruïnós a causa de la pèrdua d'una gran part de la maçoneria, per la qual cosa en quedar desprotegit el tàpial, sofreixen un deteriorament important. A partir d'aquest extrem, la muralla probablement enllaçaria amb el tallat sobre el qual s'assenta el castell, tancant-se l'accés per l'est.